# Leiopus settei
Leiopus settei là một loài bọ cánh cứng trong họ Cerambycidae.